# Norske Institutt i Athen
Das Norske Institutt I Athen (griechisch Νορβηγικό Ινστιτούτο Αθηνών, kurz NIA)  ist eines von 17 ausländischen archäologischen Instituten in Griechenland, die alle ihren Hauptsitz in Athen haben.

## Geschichte und Aufgaben
Das Institut wurde am 8. Mai 1989 eröffnet und vom griechischen Kultusministerium in den Rang einer „Archäologischen Schule“ erhoben. Gegründet wurde es unter der Schirmherrschaft des Norwegischen Ministeriums für höhere Erziehung, finanziert und verwaltet wird es von den Universitäten Bergen, Oslo, Tromsø und Trondheim. Geleitet wird das Institut derzeit von Jorunn Økland.
Die Aufgabe des Instituts ist es, Forschungen zum kulturellen Erbe der Antike, zur griechischen Kultur, Geschichte, Archäologie und Sprache voranzutreiben. Eine wichtige Stelle nimmt auch die zeitgenössische griechische Kultur ein. Es ist Anlaufstelle für norwegische Forscher in Griechenland und dient zusammen mit der norwegischen Botschaft in Griechenland dem Kulturaustausch beider Länder und der Vertiefung des kulturellen Verständnisses beider Nationen. Es veranstaltet Lesungen, Ausstellungen, Seminare und Kongresse. Forschern und Stipendiaten steht ein Gästehaus des Instituts zur Verfügung.

## Einrichtungen und Forschungen
Das Institut betreibt zusammen mit den archäologischen Instituten der Schweden, der Dänen und der Finnen die 1996 gegründete Nordic Library at Athens, die etwa 40.000 Bände zur Archäologie Griechenlands und zur Alten Geschichte umfasst.
Archäologischen Untersuchungen in Form von Surveys oder Ausgrabungen führt oder führte das Institut in Tegea, in Ithaki und in Petropigi östlich von Kavala durch.

## Publikationen
Das Institut gibt seit 1991 die unregelmäßig erscheinenden Papers from the Norwegian Institute at Athens heraus, die themenbezogene Studien, Kongresse und Sammelbände veröffentlicht. Seit 1997 erscheinen in der Reihe Monographs from the Norwegian Institute at Athens monographische Studienbände.

## Liste der Direktoren
- Øivind Andersen 1989–1993
- Erik Østby 1994–1998
- Synnøve des Bouvrie 1999–2002
- Panos Dimas 2007–2015
- Jorunn Økland seit 2016